# 1569
Năm 1569 (số La Mã: MDLXIX) là một năm thường bắt đầu vào thứ bảy  trong lịch Julius.